# Bagatipara
Bagatipara es un subdistrito (upazila) del distrito (zila) de Natore, de la región de Rajshahi, en Bangladés, con una población censada en marzo de 2011 de 131 004 habitantes.
Se encuentra ubicado al noroeste del país, cerca del río Padma y río Yamuna, la principal rama en la que se divide el río Brahmaputra, y de la frontera con India.